# Sforzando (muziekterm)
Sforzando of forzando is een Italiaanse muziekterm voor dynamieknotatie die aangeeft dat vanaf een gegeven moment de dynamiek versterkt dient te worden.
Sforzando wordt aangegeven met sf in vette cursieve schreefletters onder de betreffende partij, en in partijen met twee notenbalken zoals voor piano, tussen de balken, tenzij beide balken verschillende dynamiek benodigen.
Een bekend voorbeeld van een werk waarin sforzando gebruikt wordt is de Paukenslagsymfonie van Joseph Haydn. Ludwig van Beethoven gebruikte het ook veel. Vanaf de twintigste eeuw tot heden heeft het de bijbetekenis van een 'plotselinge luidheid', ongeacht de context (in veel negentiende-eeuwse muziek was het niet altijd heel luid - relatief gezien in de context van het stuk). 